# Pipunculus cingulatus
Pipunculus cingulatus är en tvåvingeart som beskrevs av Friedrich Hermann Loew 1866. Pipunculus cingulatus ingår i släktet Pipunculus och familjen ögonflugor.
Artens utbredningsområde är District of Columbia. Inga underarter finns listade i Catalogue of Life.